# Een vrouw van geen betekenis
Een vrouw van geen betekenis is een hoorspel naar het toneelstuk A Woman of No Importance van Oscar Wilde, dat dateert van 1893. Chris van Balen jr. zorgde voor de vertaling en Willem van Cappellen stond in voor microfoonbewerking en regie. De VARA zond het hoorspel uit op zaterdag 17 maart 1962. Het duurde 19 minuten.

## Rolbezetting
- Louis de Bree (Sir John Pontefract)
- Tine Medema (Lady Caroline Pontefract)
- Dick van ’t Sant (Lord Illingworth)
- Eva Janssen (Mrs Arbuthnot)
- Hans Karsenbarg (Gerald Arbuthnot, haar zoon)
- Jan Borkus (Mr Kelvil)
- Dick Scheffer (de Eerwaarde Aartsdeken Daubeny)
- Dogi Rugani (Lady Hunstanton)
- Nora Boerman (Lady Stutfield)
- Fé Sciarone (Mrs Allonby)
- Joke Hagelen (Miss Hester Worsley)
- Donald de Marcas (Francis, lakei)
- Ingrid van Benthem (Alice, kamenier)

## Inhoud
Het stuk speelt zich af in een Engels landhuis - Hunstanton (Lady Hunstantons eigendom). Op het terras zit Lady Caroline te praten met Lady Huntstantons Amerikaanse puriteinse gast Hester Worsley. Andere personages komen erbij, waaronder de graag flirtende Mrs Allonby, de zachtzinnige Lady Stutfield en Lady Carolines onderdanige echtgenoot Sir John. Ze praten over beuzelachtige onderwerpen en krijgen later het gezelschap van een krachtige, innemende en charismatische gentleman, Lord Illingworth, die de baan van secretaris heeft aangeboden aan de gelukkige Gerald Arbuthnot. Geralds moeder wordt uitgenodigd om aan de party deel te nemen en als ze aankomt, realiseert ze zich dat Lord Illingworth de vader van Gerald is. Ze had twintig jaar geleden een relatie met hem, werd zwanger en hij weigerde haar te huwen, wat van haar een "gevallen vrouw" maakte. Dat Gerald nu Illingworths secretaris wordt, ziet ze niet zo graag, maar ze vertelt hem de reden daarvan niet. Gerald ontdekt de waarheid over zijn moeders verleden, nadat hij poogde Lord Illingworth te doden omdat die Hester Worsley kuste, een vrouw van wie hij erg veel houdt…